# Slaapliedje voor Anne-Sophie
Het Slaapliedje voor Anne-Sophie is een compositie van Witold Lutosławski. Het is een van de zeer schaars uitgevoerde werken van de Poolse componist. Het is een persoonlijke gift van de componist aan de violiste Anne-Sophie Mutter voor haar huwelijk in 1989 met Detlev Wunderlich. Mutter voerde het pas tien jaar later voor het eerst publiekelijk uit met Lambert Orkis achter de piano. Plaats van handeling was Chicago, door het duo tijdens een concert voor de rest gevuld met muziek van Ludwig van Beethoven. Detlev Wunderlich was al in 1995 overleden. Anne-Sophie Mutter was/is een fervent promotor van Lutosławski's Partita en Chain 2.